# Atletica leggera ai Giochi della XXI Olimpiade - 1500 metri piani femminili
I 1500 metri piani hanno fatto parte del programma femminile di atletica leggera ai Giochi della XXI Olimpiade. La competizione si è svolta nei giorni 28-30 luglio 1976 allo Stadio Olimpico (Montréal).

## Presenze ed assenze delle campionesse in carica
| Competizione      | Atleta              | Prestazione | Montréal 1976 |
| ----------------- | ------------------- | ----------- | ------------- |
| Olimpiadi 1972    | Ljudmila Bragina    | 4'01”38     | Presente      |
| Commonwealth 1974 | Glenda Reiser       | 4'07”08     | Assente       |
| Europei 1974      | Gunhild Hoffmeister | 4'02”3      | Presente      |
| Asiatici 1974     | Song Meihua         | 4'28”68     | Cina assente  |
| Panamericani 1975 | Janice Merrill      | 4'18”32     | Presente      |

1. ↑  Il gigante asiatico non partecipa ai Giochi dal 1952.

Durante la stagione la sovietica Tat'jana Kazankina stabilisce il nuovo record del mondo con 3'56”0.

## La gara
La specialità è in rapida evoluzione: Raisa Katjukova corre in semifinale in 4'03” 20, ma è esclusa dalla finale. A Monaco sarebbe arrivata quarta assoluta. La sua semifinale è vinta dalla tedesca est Ulrike Klapezynski (4'02” 13), che prevale di misura sulla bulgara Chtereva (4'02” 33). Nella seconda serie prevale la primatista mondiale, e fresca olimpionica degli 800, Tat'jana Kazankina in un più comodo 4'07” 37. Gabriella Dorio, diciannovenne promessa dell'atletica italiana, giunge quarta e si qualifica.
Tat'jana Kazankina è la più veloce in volata del lotto delle partenti. La sovietica, che ha già corso cinque turni tra 800 e 1500, affronta la finale in modo affatto diverso rispetto al doppio giro di pista: lascia che la gara la facciano le altre.

Si mette alla testa del gruppo la finlandese Holmen, che infila i primi due giri sotto i 70”; poi è la volta di Gabriella Dorio, che conduce la gara fino alla campanella dell'ultimo giro. Ai 400 metri scatta Ljudmila Bragina, la campionessa olimpica uscente. La sovietica viene ripresa ai 250 da Hoffmeister e Klapezynski. Solo a questo punto scatta la Kazankina, che era rimasta a guardare. Fa partire una rimonta irresistibile dalla sesta piazza, va a prendere le tre avversarie, le raggiunge ai 50 metri e vince. Giunge quinta la campionessa uscente Ljudmila Bragina.

Tatiana Kazankina ha percorso l'ultimo giro in un considerevole 56” 9.

Gabriella Dorio si classifica al sesto posto. Sarà protagonista a Los Angeles 1984.

## Risultati

### Turni eliminatori
| 4 Batterie   | 28 luglio | 37 iscritte   | Si qualificano le prime 4 più i due migliori tempi. |
| 2 Semifinali | 29 luglio | 9 + 9         | Si qualificano le prime 4 + il miglior tempo.       |
| Finale       | 30 luglio | 9 concorrenti |                                                     |

### Finale
Stadio Olimpico, venerdì 30 luglio.
| Pos | Paese            | Atleta              | Tempo    |
| --- | ---------------- | ------------------- | -------- |
|     | Unione Sovietica | Tat'jana Kazankina  | 4'05” 48 |
|     | Germania Est     | Gunhild Hoffmeister | 4'06” 02 |
|     | Germania Est     | Ulrike Klapezynski  | 4'06” 09 |